# 自衛艦

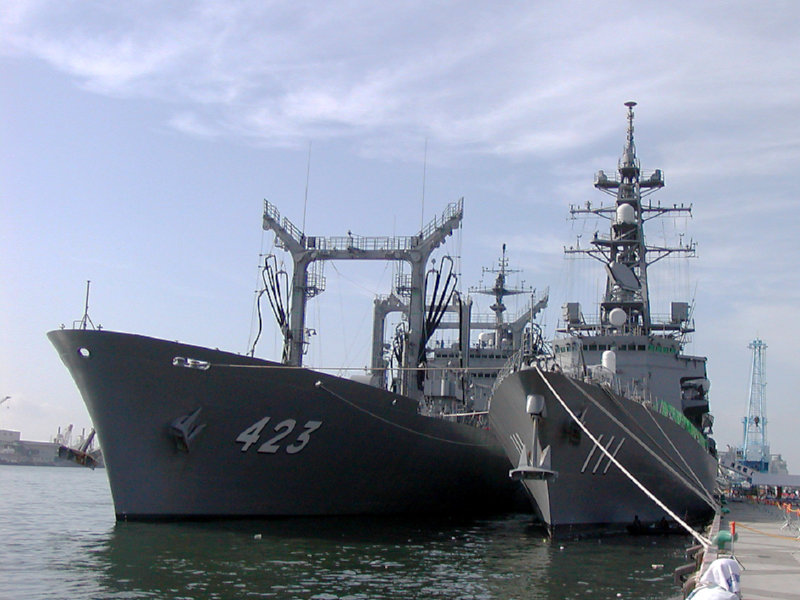
補給艦「ときわ」（左）と護衛艦「おおなみ」

自衛艦（じえいかん）は、海上自衛隊が使用する船舶の区分の一つである。

## 概要
主に戦闘を行い、またはそれを支援する能力を有するもの、あるいは国外での活動が想定されるもの等を含む。つまり、任務を遂行する上で国際法上の軍艦としての資格を必要とする船舶である。海洋観測艦などの武器を装備していない補助艦艇も自衛艦に含まれる。
海上自衛隊の使用する船舶は自衛艦と支援船（港湾業務、補助的業務、訓練に使用される船艇及び保管中の船艇等）に区分される。
自衛艦は、国際法上の軍艦であるとされており、諸外国からも国際法上の軍艦として接遇されている。自衛艦は自衛艦旗を掲揚する。
“自衛艦”の英訳は「Self Defense Ship」とされている。また、自衛艦は英称に際しては「JS」（Japan Ship）を冠称して、「JS Atago (DDG-177)」などと表記される。

## 自衛艦の区分
自衛艦は、警備艦と補助艦に区分される。警備艦はその任務により、機動艦艇、機雷艦艇、哨戒艦艇、輸送艦艇に細分される。また、補助艦はすべて補助艦艇とされている。
これよりさらに細かい区分が艦種（護衛艦、潜水艦、練習艦、海洋観測艦等）である。自衛艦の区分の細部は以下のとおりであり、それぞれの艦種の詳細については、当該ページに委ねる。
| 分類   | 分類     | 種別             | 記号       | 建造番号 | 番号   | 名称                                                         |
| 大分類 | 中分類   | 種別             | 記号       | 建造番号 | 番号   | 名称                                                         |
| ------ | -------- | ---------------- | ---------- | -------- | ------ | ------------------------------------------------------------ |
| 警備艦 | 機動艦艇 | 護衛艦           | DD/DDG/DDH | 1601 -   | 101 -  | 天象・気象、山岳、河川、地方の名（旧国名）                   |
| 警備艦 | 機動艦艇 | 護衛艦           | DE         | 1201 -   | 201 -  | 天象・気象、山岳、河川、地方の名（旧国名）                   |
| 警備艦 | 機動艦艇 | 護衛艦           | FFM        | 1301 -   | 001 -  | 天象・気象、山岳、河川、地方の名（旧国名）                   |
| 警備艦 | 機動艦艇 | 潜水艦           | SS         | 8001 -   | 501 -  | 海象、水中動物の名、ずい祥動物の名                           |
| 警備艦 | 機雷艦艇 | 掃海艦           | MSO        | 201 -    | 301 -  | 島の名、海峡（水道・瀬戸を含む）の名、種別に番号を付したもの |
| 警備艦 | 機雷艦艇 | 掃海艇           | MSC        | 301 -    | 601 -  | 島の名、海峡（水道・瀬戸を含む）の名、種別に番号を付したもの |
| 警備艦 | 機雷艦艇 | 掃海母艦         | MST        | 462 -    | 461 -  | 島の名、海峡（水道・瀬戸を含む）の名、種別に番号を付したもの |
| 警備艦 | 哨戒艦艇 | ミサイル艇       | PG         | 821 -    | 821 -  | 鳥の名、草の名、種別に番号を付したもの                       |
| 警備艦 | 哨戒艦艇 | 哨戒艦           | OPV        | 701 -    | 901 -  | 鳥の名、草の名、種別に番号を付したもの                       |
| 警備艦 | 哨戒艦艇 | 哨戒艇           | PB         | 921 -    | 901 -  | 鳥の名、草の名、種別に番号を付したもの                       |
| 警備艦 | 輸送艦艇 | 輸送艦           | LST        | 4101 -   | 4001 - | 半島（岬を含む）の名、種別に番号を付したもの                 |
| 警備艦 | 輸送艦艇 | 輸送艦           | LSU        | 4171 -   | 4171 - | 半島（岬を含む）の名、種別に番号を付したもの                 |
| 警備艦 | 輸送艦艇 | 輸送艇           | LCU        | 2001 -   | 2001 - | 半島（岬を含む）の名、種別に番号を付したもの                 |
| 警備艦 | 輸送艦艇 | エアクッション艇 | LCAC       | -        | 2001 - | 半島（岬を含む）の名、種別に番号を付したもの                 |
| 補助艦 | 補助艦艇 | 練習艦           | TV         | 3501 -   | 3501 - | 名所旧跡の名、種別または船型に番号を付したもの               |
| 補助艦 | 補助艦艇 | 練習潜水艦       | TSS        | -        | 3601 - | 名所旧跡の名、種別または船型に番号を付したもの               |
| 補助艦 | 補助艦艇 | 訓練支援艦       | ATS        | 4201 -   | 4201 - | 名所旧跡の名、種別または船型に番号を付したもの               |
| 補助艦 | 補助艦艇 | 多用途支援艦     | AMS        | -        | 4301 - | 名所旧跡の名、種別または船型に番号を付したもの               |
| 補助艦 | 補助艦艇 | 海洋観測艦       | AGS        | 5101 -   | 5101 - | 名所旧跡の名、種別または船型に番号を付したもの               |
| 補助艦 | 補助艦艇 | 音響測定艦       | AOS        | 5201 -   | 5201 - | 名所旧跡の名、種別または船型に番号を付したもの               |
| 補助艦 | 補助艦艇 | 砕氷艦           | AGB        | 5001 -   | 5001 - | 名所旧跡の名、種別または船型に番号を付したもの               |
| 補助艦 | 補助艦艇 | 敷設艦           | ARC        | 1001 -   | 481 -  | 名所旧跡の名、種別または船型に番号を付したもの               |
| 補助艦 | 補助艦艇 | 潜水艦救難艦     | ASR        | 1101 -   | 401 -  | 名所旧跡の名、種別または船型に番号を付したもの               |
| 補助艦 | 補助艦艇 | 潜水艦救難母艦   | AS         | 1111 -   | 405 -  | 名所旧跡の名、種別または船型に番号を付したもの               |
| 補助艦 | 補助艦艇 | 試験艦           | ASE        | 6101 -   | 6101 - | 名所旧跡の名、種別または船型に番号を付したもの               |
| 補助艦 | 補助艦艇 | 試験潜水艦       | SSE        | -        | 6201 - | 名所旧跡の名、種別または船型に番号を付したもの               |
| 補助艦 | 補助艦艇 | 補給艦           | AOE        | 4011 -   | 421 -  | 名所旧跡の名、種別または船型に番号を付したもの               |
| 補助艦 | 補助艦艇 | 特務艦           | ASU        | -        | 7001 - | 名所旧跡の名、種別または船型に番号を付したもの               |
| 補助艦 | 補助艦艇 | 特務艇           | ASU        | 81 -     | 61 -   | 名所旧跡の名、種別または船型に番号を付したもの               |
| 補助艦 | 補助艦艇 | 特務艇           | ASY        | 91 -     | 91 -   |                                                              |

命名基準は、実際には「補給艦は（自らの搭載する物（水）を供給するイメージから）湖の名前」「潜水艦救難艦・潜水艦救難母艦は城の名前」「音響観測艦・多用途支援艦は灘の名前」「練習艦は神社名（旧海軍の練習巡洋艦の名前でもある）」などの、非公式な体系も存在する。
また、砕氷艦「しらせ」は、南極探検家の白瀬矗ではなく、南極の「白瀬氷河」の地名から命名されたとされている（「白瀬氷河」自体は白瀬矗の名前にちなんでいる）。
艦名の特殊な例としては、ましゅう型補給艦「おうみ」の艦名は、琵琶湖の万葉集における古名「淡海」からとられたものであり、自衛艦で唯一、厳密な意味では命名基準に合致しない（たかみ型掃海艇の「おうみ」は、山口県の青海島から命名されたものである）。
一方、「しらね」に関しては、当初「こんごう」が予定されていたにもかかわらず、時の防衛庁長官金丸信が「そんなものより僕の地元に由来するものにして欲しい。」とシビリアン・コントロールを大義名分に制服組の大反対を押しきって、命名基準に一切合致しないものを命名させる(このため、後付けで白峰三山の通称を採用したことにしている)という世界的にも珍しい事例も存在する(このように命名基準に合致しない例として英国海軍のマレーヤがあるが、これは当時植民地であったマレーシアからの義援金によって建造されたという、日本の例とは異なる経緯がある)。

### 現存しない艦種
廃止された種別または該当する艦艇が存在しない種別の一覧
- 警備艦
  - 機雷艦艇
    - 機雷敷設艦
    - 掃海母艇
    - 掃海管制艇
    - 敷設艇

  - 哨戒艦艇
    - 魚雷艇
    - 駆潜艇
    - 哨戒艇
    - 警備艇（上陸支援艇）
- 補助艦
  - 補助艦艇
    - 特務艦
    - 給油艦
    - 消防艇
    - 高速艇
    - 海洋観測艇

## 塗装と標記・標識
2020年から、戦闘に直接関与しない一部の艦種を除きロービジ（「ロービジビリティ」Low-visibilityの略）塗装へ塗装変更が進んでいる。その内容としては、煙突頂部の汚れを目立たなくするための黒帯の廃止、艦番号及び艦名の灰色化かつ無影化、飛行甲板もしくは艦橋上の対空表示（航空機に対し艦番号下2桁を表示するための塗装）の消去である。

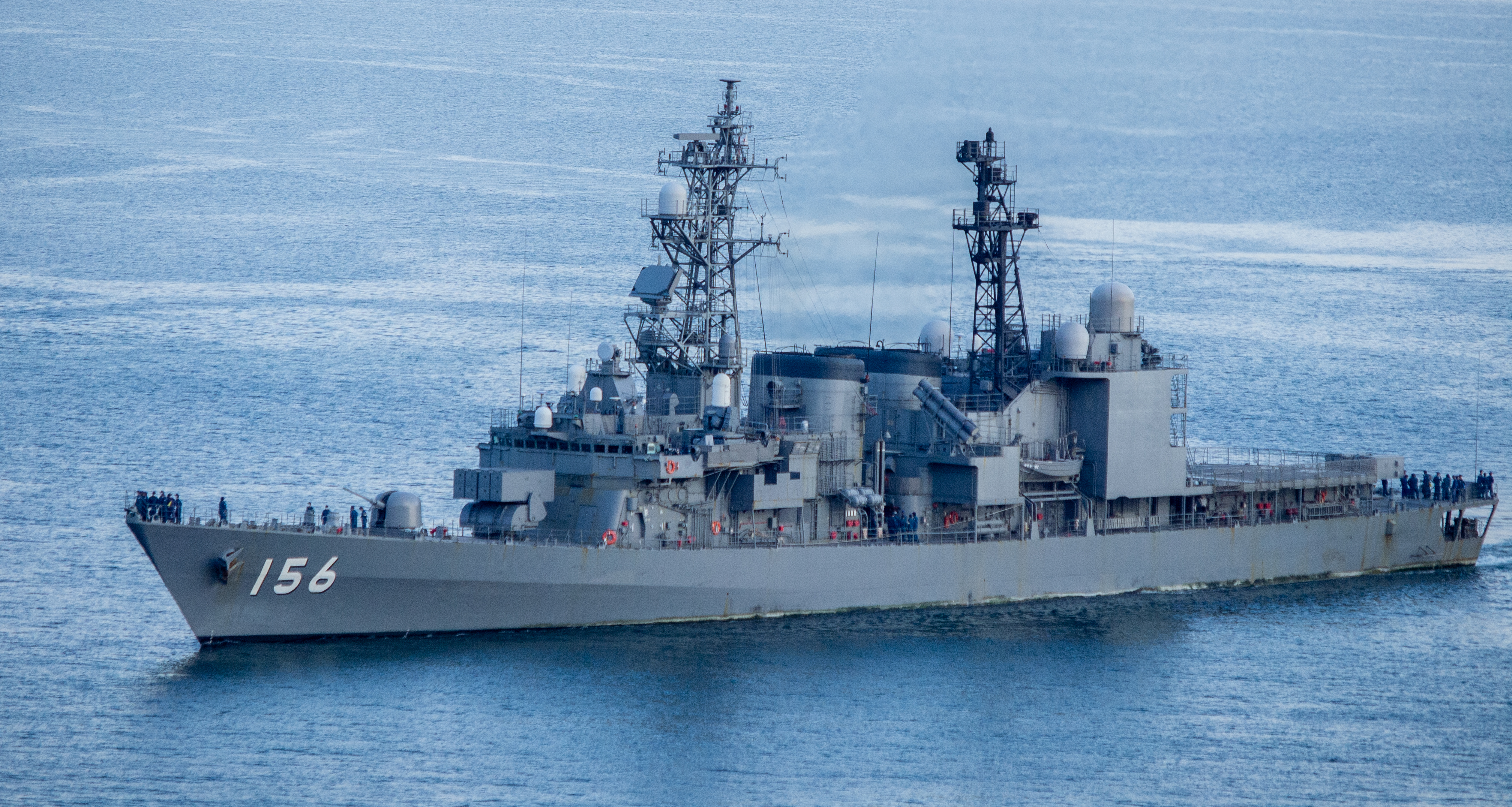
従来塗装の「せとぎり」
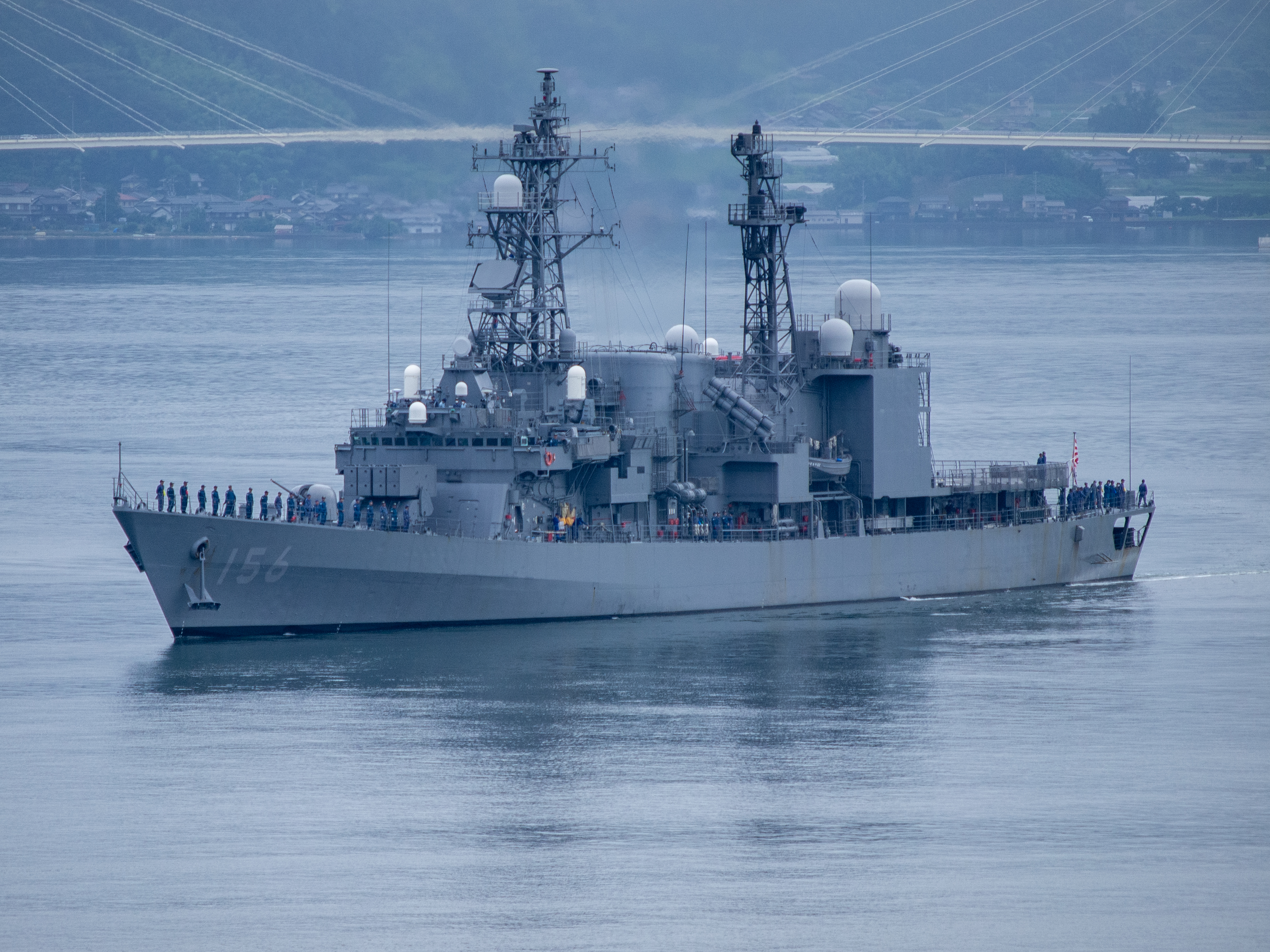
低視認性塗装とされた「せとぎり」